# Annette Roozen
Annette Roozen (Utrecht, 11 maart 1976) is een Nederlands atlete, die zich heeft gespecialiseerd in de sprint en het verspringen.

## Biografie

### Operatie en begin sportcarrière
Toen Annette Roozen bijna zestien jaar was, moest haar rechterbeen door het kniegewricht heen worden geamputeerd wegens botkanker (osteosarcoom). Annette: "Een week voor mijn zestiende verjaardag. Een leuk cadeau... Ik huilde, behoorlijk. Maar op een gegeven moment kon ik niet eens meer huilen. Was het op." Ze onderging toen al een chemokuur, die na de operatie nog een tijdje voortduurde. "Na de chemokuren probeerde ik zo snel mogelijk weer te leren lopen. Ik was puur bezig met de praktische kant, niet met de geestelijke. De arts noemde mij een wonderkind, vanwege de snelheid waarmee ik het lopen met prothese oppakte. Ik dacht dat hij dat tegen iedereen zei, maar begreep later dat ik behoorlijk rap was."
In 1997, op een speciale sportdag voor beenprothesegebruikers, met Amerikaanse atleten en georganiseerd door bedrijven die protheses maken, werd haar looptalent ontdekt. Na het uitproberen van een prothese mocht zij een beenprothese met sprintvoet proberen, en dat voelde fantastisch. Aan het einde van deze dag mocht zij deze sprintvoet houden en begon haar atletiekcarrière. Doordat ze haar eigen kniebuigpunt niet meer heeft, behoort ze tot de klasse van bovenbeenprothese (T/F 42, T = Track, de sprintnummers, F = Field, de veldnummers, zoals verspringen). Annette Roozen is lid van Atletiekvereniging U-Track te Utrecht. Regelmatig is zij in haar vrije tijd terug te vinden op de atletiekbaan van sportcomplex Maarschalkerweerd te Utrecht. Haar trainers Juul Acton, Toine vd Goolberg (meervoudig Nederlands kampioen op de 400m (1970 - 1974)), Frank Dik, Egbert vd Bol zijn hierbij vaak aanwezig om haar bij de trainingen te begeleiden, maar Annette traint ook vaak alleen.

### Prestaties
Tijdens de tiende editie van de Nelli Cooman Games op 17 juni 2007 liep Roozen op de 100 m een nieuw wereldrecord van 16,57 s in haar klasse. Ook nam zij op dit evenement voor het eerst deel aan de 200 m en liep een nieuw wereldrecord van 34,46. Annette kreeg hiervoor de Bronzen Nelli Cooman. Tevens werd zij in september 2006 ook wereldkampioene op de 100 m sprint en op het onderdeel verspringen.
In 2007 werd Annette Roozen, tezamen met Marion Nijhof (blinde zwemster), uitgeroepen tot beste gehandicapte sporter.

### Winst en verlies
In 2008 verbeterde Roozen tijdens het Open NK in Emmeloord op 1 juni haar eigen wereldrecord op de 100 m uit 2007 met bijna een tiende seconde tot 16,48. Zij kwalificeerde zich voor de Paralympische Spelen van 2008 in Peking). De Nederlandse paralympiërs, waaronder ook Annette Roozen, vertrokken op 29 augustus 2008 naar Peking, waar de Spelen op 7 september 2008 van start gingen, nadat de openingsceremonie een dag eerder had plaatsgevonden.
Op 8 september 2008 sprong Annette 3,63 m bij het onderdeel verspringen. Dit was goed voor een zilveren medaille en een nieuw PR. Op 13 september 2008 liep zij op de 100 m in de klasse T42 een tijd van 17,13 en behaalde daarmee haar tweede zilveren medaille. Terwijl ze, achteraf erop terugkijkend, van haar verspringprestatie vindt dat ze die zilveren plak heeft gewonnen (ze zat in een soort 'flow' en steeg die dag boven zichzelf uit), heeft ze voor haar gevoel op de 100 m goud verloren. Een valse start bracht haar mentaal uit evenwicht. Bij de herstart leek Roozen vervolgens niet weg te komen. "Ik had knikkende knieën. Toch de druk misschien, die je voelt en die je jezelf oplegt." Daarna was ze een tijdje kapot van verdriet. "Als iemand nu nog durft te zeggen dat dit geen topsport is. Bij het terugzien van de beelden, zag ik dat ik verkrampt liep. Lelijk liep. Het duurde wel even voordat ik bij zinnen kwam in Peking." Een herkansingsmogelijkheid was er niet. Helaas voor haar werd er ditmaal geen 200 m gelopen in de klasse T42, waarvan Annette Roozen deel uitmaakt. In 2012 wist Roozen zich wel voor de Paralympische Zomerspelen 2012 in Londen te nomineren maar Nederland mocht maar 11 atleten meenemen naar de Spelen en er hadden zich 14 genomineerd uiteindelijk behoorde Roozen samen met Wheeler Bart Pijs bij de afvallers voor de spelen.
Annette Roozen woont in Utrecht en is van beroep journaliste. Ze werkt bij RTV Utrecht als redacteur/verslaggever.

## Titels
| Prestatie                     | Discipline  | Jaartal | Opmerking                    |
| ----------------------------- | ----------- | ------- | ---------------------------- |
| Wereldrecordhoudster          | 100 m       | 2008    |                              |
| Wereldrecordhoudster          | 200 m       | 2008    |                              |
| Gehandicapte sporter van 2007 |             | 2007    | (Nat. Sportgala NOC*NSF/NOS) |
| Wereldrecordhoudster          | 100 m       | 2007    |                              |
| Wereldrecordhoudster          | 200 m       | 2007    |                              |
| Sportvrouw van Utrecht        |             | 2006    |                              |
| Wereldkampioene               | 100 m       | 2006    |                              |
| Wereldkampioene               | verspringen | 2006    |                              |
| Wereldrecordhoudster          | 100 m       | 2006    |                              |
| Nederlands kampioene          | 100 m       | 2005    |                              |
| Nederlands kampioene          | verspringen | 2005    |                              |
| Wereldrecordhoudster          | 100 m       | 2004    |                              |
| Europees kampioene            | 100 m       | 2003    |                              |

## Prestatie-ontwikkeling
| Jaar | 100 m | 200 m | Verspringen |
| ---- | ----- | ----- | ----------- |
| 2018 | -     | -     | 3,84        |
| 2013 | -     | -     | 3,68        |
| 2008 | 16,48 | -     | 3,63        |
| 2007 | 16,57 | 34,46 | 3,57        |
| 2006 | 16,90 | -     | 3,61        |
| 2005 | 17,81 | -     | 3,55        |
| 2004 | 17,20 | -     | 3,33        |
| 2003 | 17,85 | -     | 3,19        |

## Palmares

### 100 m
| Jaar | Tijd    | Resultaat | Datum        | Evenement                | Plaats                | Opmerking    |
| ---- | ------- | --------- | ------------ | ------------------------ | --------------------- | ------------ |
| 2008 | 17,13 s | Zilver    | 13 september | Paralympische Spelen     | Peking                |              |
| 2008 | 16,48 s | Goud      | 1 juni       | Open Ned. kampioenschap  | Emmeloord             | WR           |
| 2007 | 16,72 s | Goud      | september    | IWAS World Championships | Taipei                |              |
| 2007 | 16,57 s | Goud      | 17 juni      | Nelli Cooman Games       | Stadskanaal           | ex-WR        |
| 2007 | 16,75 s | Goud      | 26 mei       | FBK Games                | Hengelo               | ex-WR        |
| 2007 | 16,64 s | Goud      | 27 april     | Run2Day Track Meetings   |                       | officieus WR |
| 2006 | 16,96 s | Goud      | 5 september  | Wereldkampioenschap      | Assen                 |              |
| 2006 | 16,90 s | Goud      | 20 mei       | Paralympic Challenge     | Duderstadt            | ex-WR        |
| 2006 |         | Goud      |              | Nederlands kampioenschap |                       |              |
| 2005 | 17,81 s | Goud      | 28 mei       | Nederlands kampioenschap | Lelystad              |              |
| 2004 | 17,20 s | Goud      | 31 mei       | FBK Games                | Hengelo               | ex-WR        |
| 2003 | 18,11 s | Goud      | 22 juni      | Europees kampioenschap   | Assen                 | ex-ER        |
| 2003 | 17,85 s | Goud      | 18 juli      | Open Duits Kampioenschap | Wattenscheid (Bochum) | ex-WR        |

### 200 m
| Jaar | Tijd    | Resultaat | Datum        | Evenement                | Plaats      | Opmerking |
| ---- | ------- | --------- | ------------ | ------------------------ | ----------- | --------- |
| 2007 | 34,46 s | Goud      | 17 juni      | Nelli Cooman Games       | Stadskanaal | WR        |
| 2007 | 34,58 s | Goud      | 14 september | IWAS World Championships | Taipei      |           |

### verspringen
| Jaar | Afstand | Resultaat | Datum        | Evenement                         | Plaats                | Opmerking    |
| ---- | ------- | --------- | ------------ | --------------------------------- | --------------------- | ------------ |
| 2018 | 3,84 m  |           | 09 juni      | Open NK                           | Nijmegen              | PR           |
| 2013 | 3,68 m  |           | juni         | Open NK                           | Emmeloord             | PR           |
| 2008 | 3,63 m  | Zilver    | 8 september  | Paralympische spelen              | Peking                | PR           |
| 2007 |         | Goud      | september    | IWAS World Championships          | Taipei                |              |
| 2007 | 3,57 m  |           | 26 mei       | FBK Games                         | Hengelo               |              |
| 2007 | 3,50 m  | Goud      |              | Nederlands kampioenschap          |                       |              |
| 2006 | 3,49 m  | Goud      | 8 september  | Wereldkampioenschap               | Assen                 |              |
| 2006 | 3,61 m  | Goud      | 25 augustus  | German Trails                     | Leverkusen            | Officieus ER |
| 2006 |         | Goud      |              | Nederlands kampioenschap          |                       |              |
| 2005 | 3,55 m  | Goud      | 29 mei       | FBK Games                         | Hengelo               | ex-NR        |
| 2005 |         | Goud      | 28 mei       | Nederlands kampioenschap          | Lelystad              |              |
| 2004 | 3,33 m  | 5e        | 20 september | Paralympische Spelen              | Athene                | PR           |
| 2004 | 3,26 m  |           | 17 augustus  | Open Eindhovense kampioenschappen | Eindhoven             |              |
| 2003 | 2,95 m  | Brons     | 22 juni      | Europees kampioenschap            | Assen                 | ex-ER        |
| 2003 | 3,19 m  | Goud      | 18 juli      | Open Duits Kampioenschap          | Wattenscheid (Bochum) | ex-WR        |